# Rodinná rekonstrukce
Rodinná rekonstrukce je terapeutický nástroj vytvořený Virginií Satirovou. Využívá rodinné mapy a psychodrama k uvědomění si nevědomých zátěží, nevyřešených úkolů, které generace rodiny klienta předávají jedna druhé. Cílem rodinné rekonstrukce je odložit v dětství nevědomé přijaté vzorce chování a plněji žít svůj vlastni život. Rodinná rekonstrukce je předchůdce rodinných konstelací Berta Hellingera.